# Krzysztof Ciesielski (matematyk)
Krzysztof Ciesielski (ur. 24 sierpnia 1956) – polski matematyk i popularyzator matematyki, profesor Uniwersytetu Jagiellońskiego, pracownik Katedry Równań Różniczkowych Instytutu Matematyki Uniwersytetu Jagiellońskiego. Syn Romana Ciesielskiego.

## Kariera
Był uczniem I Liceum Ogólnokształcącego im. Bartłomieja Nowodworskiego w Krakowie, wyróżniony w finale Olimpiady Matematycznej w 1975 roku, po czym w 1980 r. ukończył studia matematyczne na Uniwersytecie Jagiellońskim. Stopień doktora uzyskał w roku 1986 (promotor: Andrzej Pelczar). Specjalizuje się w układach dynamicznych, topologii, matematycznych aspektach wyborów (m.in. zwrócił uwagę na pewną własność metody Sainte-Laguë, co zostało nazwane później prawem Ciesielskiego) oraz  historii i popularyzacji matematyki. Od roku 1987 członek komitetu redakcyjnego kwartalnika „The Mathematical Intelligencer”, a w latach 1999–2012 zastępca redaktora naczelnego „Newsletter of the European Mathematical Society”. Od 1996 roku jest członkiem Komitetu Redakcyjnego miesięcznika „Delta”, w latach 2004–2019 był jego wiceprzewodniczącym, a od 2019 jest jego przewodniczącym. W latach 1999–2008 pełnił funkcję zastępcy dyrektora Instytutu Matematyki UJ ds. dydaktycznych. Od 2017 jest kierownikiem Pracowni Historii Matematyki UJ. Od roku 2007 członek komitetu redakcyjnego, w latach 2012–2017 zastępca redaktora naczelnego. a od roku 2018 redaktor naczelny czasopisma „Wiadomości Matematyczne”. Od roku 2009 członek Committee for Raising Public Awareness of Mathematics of the European Mathematical Society. Od 2017 roku jest przedstawicielem Polski w International Commission on Mathematical Instruction (ICMI) przy Międzynarodowej Unii Matematycznej.  W 2018 został wybrany wiceprzewodniczącym World Federation of National Mathematics Competitions (WFNMC). W kadencjach 2012–2015, 2016–2019 oraz od 2022 członek Council of the European Mathematical Society. Jako ekspert i członek jury wziął udział w teleturnieju TVP Nauka Giganci Nauki w kwietniu 2023, w odcinku poświęconym Stefanowi Banachowi i Polskiej Szkole Matematycznej.
Odznaczony Medalem Komisji Edukacji Narodowej (1996) oraz Krzyżem Kawalerskim Orderu Odrodzenia Polski (2017).
Jest autorem i współautorem ponad czterdziestu publikacji naukowych oraz kilkunastu książek:

## Książki
- Krzysztof Ciesielski, Zdzisław Pogoda, Rozmaitości wokół nas, w cyklu Przeczytaj może zrozumiesz nr 23, 1987, wydawnictwo Delta, ISSN 0137-3005
- Krzysztof Ciesielski, Zdzisław Pogoda, Bezmiar matematycznej wyobraźni, (wydanie pierwsze – 1995, Wiedza Powszechna, ISBN 978-83-214-1025-8; wydanie drugie – 2005, Prószyński i S-ka, ISBN 83-7337-932-0; wydanie trzecie – 2008, Prószyński i S-ka, ISBN 978-83-7337-932-9)
- Krzysztof Ciesielski, Zdzisław Pogoda, Diamenty matematyki, Prószyński i S-ka, 1997, ISBN 978-83-7180-145-7
- Encyklopedia szkolna. Matematyka, WSiP, 1997, ISBN 83-02-06609-5 (K. Ciesielski był współredaktorem merytorycznym)
- Praca zbiorowa pod redakcją Bolesława Szafirskiego, Złota księga, Wydział Matematyki i Fizyki UJ, Kraków, 2000, ISBN 83-7188-326-9
- Danuta Ciesielska, Krzysztof Ciesielski, Zdzisław Pogoda, Epsilon, Wydawnictwo Szkolne Omega, 2002, ISBN 978-83-7267-062-5
- Pod redakcją Krzysztofa Ciesielskiego i Jerzego Szczepańskiego, Egzaminy wstępne z matematyki na Uniwersytet Jagielloński (2004 ISBN 83-233-1829-8, 2005 ISBN 83-233-1969-3)
- Krzysztof Ciesielski, Zdzisław Pogoda, Królowa bez Nobla. Rozmowy o matematyce[20], Demart, 2013, ISBN 978-83-7427-852-2
- Krzysztof Ciesielski, 102 zadania dla małych, średnich i dużych sympatyków matematyki, Wydawnictwo Szkolne Omega, 2013, ISBN 978-83-7267-546-0
- Krzysztof Ciesielski, Zdzisław Pogoda, Zagadki matematyczne, Demart, 2015, ISBN 978-83-7427-898-0
- Krzysztof Ciesielski, Zdzisław Pogoda,  Matematyczna bombonierka, Demart, 2015, ISBN 978-83-7427-851-5
- Krzysztof Ciesielski, 102 Math Brainteasers for High School Students, Tom eMusic, New York, 2019, ISBN 978-1-62321-310-7
- Danuta Ciesielska, Krzysztof Ciesielski, Matematyka na znaczkach pocztowych,  Uniwersytet Jagielloński, Wydział Matematyki i Informatyki, Biblioteka Jagiellońska, Kraków 2019, ISBN 978-83-954680-2-5
- Danuta Ciesielska, Krzysztof Ciesielski, Matematyczna wędrówka po Krakowie, Uniwersytet Jagielloński, Wydział Matematyki i Informatyki, Kraków 2019, ISBN 978-83-954680-0-1

## Wybrane inne publikacje
- Krzysztof Ciesielski, Zdzisław Pogoda, Conversation with Andrzej Turowicz, „The Mathematical Intelligencer” 1988,  t.  10, nr 4, s. 13–20, DOI: https://doi.org/10.1007/s00283-017-9748-4[21]
- Krzysztof Ciesielski, Krzysztof Omiljanowski, Topological description of  cuts and sections in  semiflows on  2-manifolds, „Topology and  its  Applications” 1994, t. 60, 13-22[22]
- Krzysztof Ciesielski, On Stability in Impulsive Dynamical Systems, „Bulletin of the Polish Academy of Sciences. Mathematics” 2004, t. 52, nr 1, s. 81-91[23]
- Krzysztof Ciesielski, On time reparametrizations and isomorphisms of impulsive dynamical systems, „Annales Polonici Mathematici” 2004, t. 84, nr 1, s. 1-25[24]
- Krzysztof Ciesielski, The Poincaré-Bendixson Theorem: from Poincar to the XXIst century, „Central European Journal of Mathematics” 2012, t. 10, s. 2110–2128,  DOI: https://doi.org/10.2478/s11533-012-0110-y[25]
- Danuta Ciesielska, Krzysztof Ciesielski, Equidecomposability of polyhedra: a solution of Hilbert’s Third Problem in Kraków before ICM 1900, „The Mathematical Intelligencer” 2018, t.  40, nr 2, s. 55–63, DOI: https://doi.org/10.1007/s00283-017-9748-4[26]
- Danuta Ciesielska, Krzysztof Ciesielski, Banach’s Doctorate: A Case of Mistaken Identity, „The Mathematical Intelligencer” 2021 t. 43, nr 3, s. 1–7, DOI: https://doi.org/10.1007/s00283-020-10033-x[27]

## Nagrody
- 1995 – nagroda w Konkursie Towarzystwa Asystentów UJ na najlepszą pracę naukową
- 1995 – Wielka nagroda Polskiego Towarzystwa Matematycznego im. S. Dicksteina (wraz ze Zdzisławem Pogodą)
- 1999 – Nagroda Polskiej Fundacji Upowszechniania Nauki im. Profesora Hugona Steinhausa (wraz ze Zdzisławem Pogodą za książki Bezmiar matematycznej wyobraźni[28] i Diamenty matematyki[29])
- 2006 – Nagroda J.M. Rektora UJ im. Hugona Kołłątaja[30] (wraz ze Zdzisławem Pogodą)
- 2013 – Nagroda J.M. Rektora UJ Pro Arte Docendi[31][32]
- 2016 – Nagroda „Złotej Róży” za najlepszą książkę popularnonaukową roku (wraz ze Zdzisławem Pogodą), za książkę Matematyczna bombonierka[33]